# حسين أباد (غندمان)
حسين أباد (بالفارسية: حسین‌آباد) هي قرية تقع في إيران في قسم غندمان الريفي. يقدر عدد سكانها بـ 266 نسمة .